# 佐賀県保育所一覧
佐賀県保育所一覧（さがけんほいくしょいちらん）は、佐賀県の保育所の一覧。

## 公立保育所

### 佐賀市
- 佐賀市立川原保育所
- 佐賀市立若葉保育所
- 佐賀市立城東保育所
- 佐賀市立成章保育所

## 私立保育所

### 佐賀市
- 掘江保育園
  - 掘江保育園分園
- 佐賀保育園
  - 佐賀保育園分園
- 尚賢保育園
- 光明保育園
- 巨勢保育園
- 愛の泉保育園
- 城西保育園
- 城北保育園 
  - 城北保育園分園
- 嘉瀬保育園
- 高木保育園
- 城南保育園
- 日新保育園
- 兵庫保育園
- ちえんかん保育園
- 和泉ふたば保育園
- 中央保育園
- 鍋島保育園
- 開成保育園
- 小部保育園
- あかつき保育園
- なかよし保育園
- 諸富保育園
- 春日保育園
- 川上保育園
- 保育園ひなた村自然塾
- 南部保育園
- 北部保育園
- 三瀬保育園
- あおぞら保育園
- 佐賀女子短期大学付属ふたば幼稚園・保育園